# Sarah Allen
Sarah Allen (Nelson, 1980) è un'attrice canadese principalmente nota per aver interpretato il ruolo di Becca Flynt nella serie televisiva Being Human del 2011.

## Biografia
Sarah Allen è nata nella Columbia Britannica, ha studiato recitazione al National Theatre School di Montreal, in Canada, dove si è laureata nel 2002. Ha debuttato nel 2003 nel film per la televisione Troppo bella per Josh, dove interpreta Jenna.
È conosciuta principalmente aver interpretato il personaggio di Rebecca Flytn nella serie televisiva Being Human.
La Allen ha anche recitato in numerose serie televisive tra cui I misteri di Murdoch, Nikita e Conviction.
La Allen è la protagonista insieme a Tommie-Amber Pirie nel film horror The Retreat uscito nel maggio 2021.

## Filmografia

### Cinema
- Secret Widow, regia di David Koepp (2004)
- Body Killer (Stripped Naked), regia di Lee Gordon Demarbe (2009)
- St. Roz, regia di Gregory Sheppard (2010)
- On the Road, regia di Walter Salles (2012)
- Strage But True, regia di Rowan Athale (2019)
- The Retreat, regia di Pat Mills (2021)
- Ice Road Killer, regia di Max McGuire (2022)

### Televisione
- Troppo bella per Josh (Student Seduction), regia di Peter Svatek – film TV (2003)
- La stanza dei segreti (Wall of Secrets), regia di Francois Gingras – film TV (2003)
- Human Trafficking - Le schiave del sesso (Human Trafficking) – miniserie TV (2005)
- The Dead Zone – serie TV, episodio 6x06 (2007)
- I misteri di Murdoch (Murdoch Mysteries) – serie TV, 5 episodi (2009)
- Warehouse 13 – serie TV, episodio 1x01 (2009)
- Being Human – serie TV, 9 episodi (2011-2014)
- Nikita – serie TV, 3 episodi (2012-2013)
- Private Eyes – serie TV, episodio 1x08 (2016)
- Conviction – serie TV, 3 episodi (2016)
- Suits – serie TV, episodio 8x02 (2018)
- The Hot Zone - Area di contagio – miniserie TV, 1 puntata (2019)
- Frankie Drake Mysteries – serie TV, episodio 3x09 (2019)
- Hudson & Rex – serie TV, episodio 1x12 (2019)
- Un passato da dimenticare (Bury the Past), regia di Max McGuire – film TV (2021)
- Cinque giorni al Memorial (Five Days at Memorial) – miniserie TV, 8 episodi  (2022)

### Cortometraggi
- Built Like Light, regia di Alexander Carson (2004)
- How to Rit Your Lover of  a Negative Emotion Caused by You!, regia di Nadia Litz (2010)
- Oh Baby, regia di Joe Cobden (2011)
- The Golden Ticket, regia di Patrick Hagarty (2013)
- Purl, regia di Ian Angus (2017)
- Arlo Alone, regia di Nicole Dorsey (2018)
- Home in Time, regia di Patrick Hagarty (2019)

## Doppiatrici italiane
Nelle versioni in italiano dei suoi film, Sarah Allen è stata doppiata da:
- Selvaggia Quattrini in Un passato da dimenticare
- Jennifer Armani in Cinque giorni al Memorial
- Angela Brusa in Strange But True
- Federica De Bortoli in Being Human
- Gemma Donati in Body Killer